# Dioscorea natalia
Dioscorea natalia är en enhjärtbladig växtart som beskrevs av Barry Edward Hammel. Dioscorea natalia ingår i släktet Dioscorea och familjen Dioscoreaceae. Inga underarter finns listade i Catalogue of Life.